# Taufbecken (St. Andreas, Ochsenfurt)

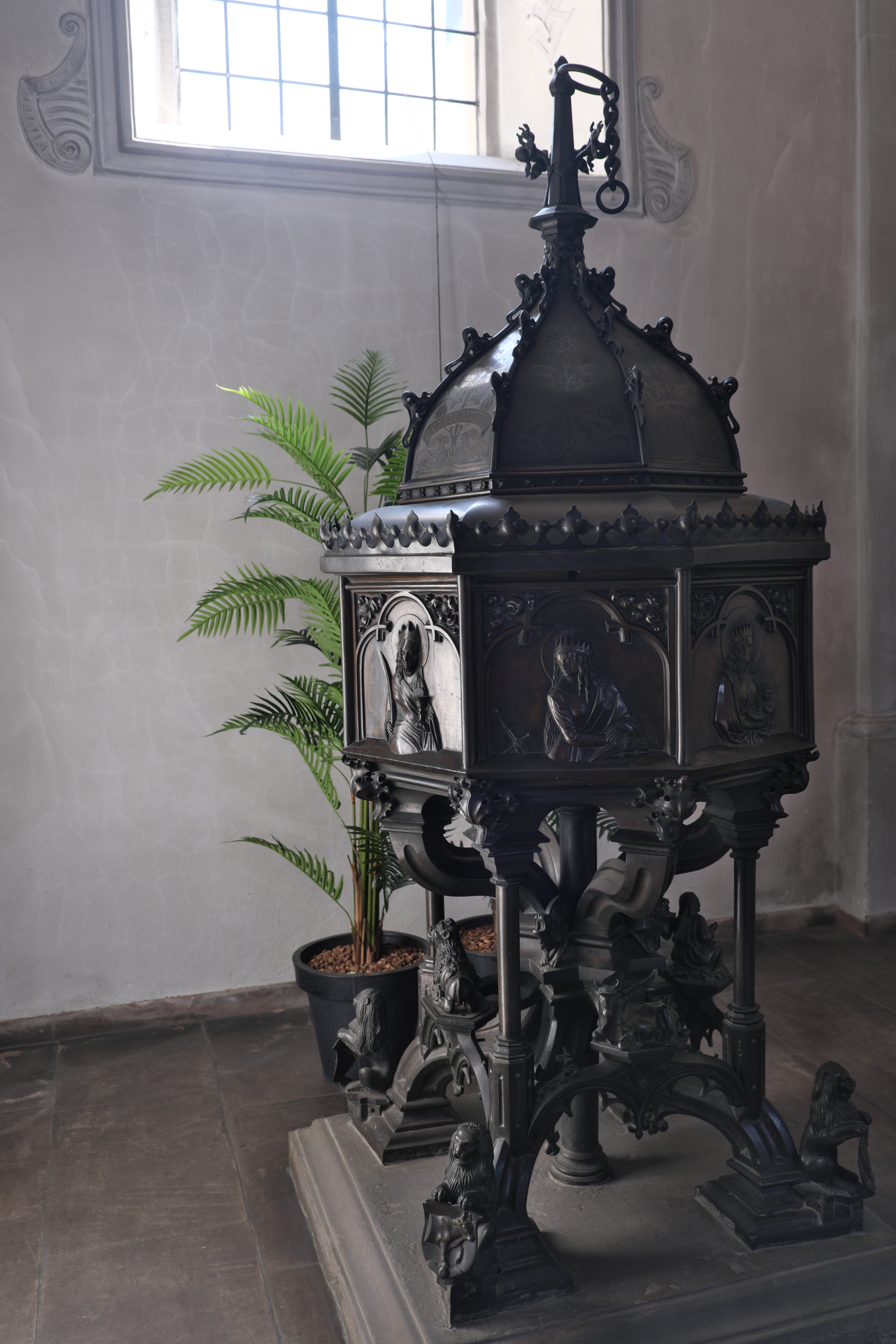
Taufbecken in der Kirche St. Andreas in Ochsenfurt

Das Taufbecken in der katholischen Pfarrkirche St. Andreas in Ochsenfurt, einer Stadt im unterfränkischen Landkreis Würzburg in Bayern, wurde 1514/15 geschaffen. Das Taufbecken aus Bronze, das wahrscheinlich aus einer Nürnberger Gießhütte stammt, ist als Teil der Kirchenausstattung ein geschütztes Baudenkmal.
Der vierteilige Fuß besteht aus geschwungenen, profilierten Armen, die von vier Wappenlöwen mit dem Wappen von Ochsenfurt flankiert werden. Am Nodus sind die vier Evangelistensymbole zu sehen. Am achtseitigen Becken sind die Reliefs von Gottvater, der Madonna, der heiligen Katharina, der heiligen Barbara, der heiligen Elisabeth, des heiligen Bonifatius, des heiligen Wolfgang und des Apostels Andreas in klettblattbogigen Nischen mit Profilumrahmung angebracht. 
Das Taufbecken ist ähnlich dem im Jahr 1457 von Hermann Vischer dem Älteren für die Stadtkirche Wittenberg geschaffenen Taufbecken.